# Viloco
Viloco är en ort i Bolivia.   Den ligger i departementet La Paz, i den centrala delen av landet, 300 km nordväst om huvudstaden Sucre. Viloco ligger 3 761 meter över havet och antalet invånare är 1 900.
Terrängen runt Viloco är kuperad åt nordost, men åt sydväst är den bergig. Runt Viloco är det glesbefolkat, med 12 invånare per kvadratkilometer.. Viloco är det största samhället i trakten. 
Omgivningarna runt Viloco är i huvudsak ett öppet busklandskap.